# 14543 Sajigawasuiseki
14543 Sajigawasuiseki (1997 SF11) là một tiểu hành tinh vành đai chính.